# This Is What It Feels Like
This Is What It Feels Like – drugi singel holenderskiego DJ-a i producenta muzycznego Armina van Buurena z jego piątego albumu studyjnego Intense. Wydany 29 kwietnia 2013 roku przez wytwórnię płytową, Armada Music. Gościnnie w nagraniu udział wziął kanadyjski piosenkarz Trevor Guthrie.

## Lista utworów i formaty singla
Opracowano na podstawie materiału źródłowego.
- digital single

1. This Is What It Feels Like (Radio Edit) – 3:25
2. This Is What It Feels Like (Extended Mix) – 5:16
3. This Is What It Feels Like (W&W Remix) – 6:16
4. This Is What It Feels Like (David Guetta Remix) – 5:28
5. This Is What It Feels Like (Antillas & Dankann Remix) – 5:44
6. This Is What It Feels Like (Giuseppe Ottaviani Remix) – 6:38

- Brytyjski 4-ścieżkowy CD-singel

1. This Is What It Feels Like (Radio Edit) – 3:25
2. This Is What It Feels Like (Extended Mix) – 5:16
3. This Is What It Feels Like (W&W Remix) – 6:16
4. Waiting for the Night – 3:03

- Niemiecki 2-ścieżkowy CD-singel

1. This Is What It Feels Like (Radio Edit) – 3:25
2. This Is What It Feels Like (David Guetta Remix) – 5:28

## Pozycje na listach
| Notowania (2013)                  | Najwyższa pozycja |
| --------------------------------- | ----------------- |
| Austria (Ö3 Austria Top 40)       | 44                |
| Belgia (Ultratop Flanders)        | 23                |
| Czechy (IFPI)                     | 88                |
| Holandia (Dutch Top 40)           | 3                 |
| Kanada (Canadian Hot 100)         | 13                |
| Niemcy (Media Control Charts)     | 23                |
| Irlandia (Irish Singles Chart)    | 47                |
| Polska (Polish Airplay Chart)     | 22                |
| Szkocja (UK Singles Chart)        | 2                 |
| UK Dance Chart (UK Singles Chart) | 4                 |
| UK Singles (UK Singles Chart)     | 6                 |